# Jennifer Janse van Rensburg
Jennifer Janse van Rensburg, geb. Urban (* 9. Mai 1993 in Oberstdorf) ist eine deutsche Eiskunstläuferin. Zusammen mit Benjamin Steffan wurde sie 2022, 2023 und 2024 Deutsche Meisterin im Eistanz.

## Karriere

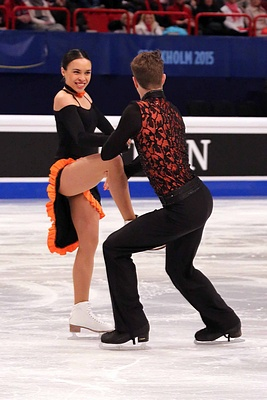
Jennifer Urban mit Sevan Lerche bei der EM 2015

Jennifer Urban begann ihre Karriere zunächst im Einzellauf. Ab der Saison 2014/15 trat sie zusammen mit Sevan Lerche im Eistanz an. Das Paar nahm an der Winter-Universiade 2015 (Platz 8) und an den Eiskunstlauf-Europameisterschaften 2015 (Platz 21 im Kurztanz) teil.
Ab der Saison 2016/17 lief Urban (ab 2020 Jennifer Janse van Rensburg) zusammen mit Benjamin Steffan. In der Saison 2021/22 hatte sie beim Internationaux de France ihr Debüt bei einem Wettbewerb der ISU-Grand-Prix-Serie. Zudem gewann sie in Neuss ihren ersten Titel als Deutsche Meisterin. Das Paar erhielt einen Startplatz für die Eiskunstlauf-Weltmeisterschaften 2022 in Montpellier, während Katharina Müller und Tim Dieck für Deutschland bei den Olympischen Winterspielen 2022 antraten. Wegen eines positiven Tests auf COVID-19 konnten Janse van Rensburg und Steffan jedoch nicht an den Weltmeisterschaften teilnehmen.
In der Folgesaison gewannen Janse van Rensburg und Steffan mehrere Medaillen bei Wettbewerben der ISU-Challenger-Serie: Silber bei der Denis Ten Memorial Challenge und Silber beim Warsaw Cup. Sie nahmen außerdem an Skate America 2022 teil. Bei den Deutschen Meisterschaften 2023 in Oberstdorf konnten sie ihren Titel verteidigen. Bei ihrem Debüt bei Weltmeisterschaften, 2023 in Saitama, erreichten Janse van Rensburg und Steffan Platz 15.

## Ergebnisse

### Eistanz
mit Benjamin Steffan
| International                              | International | International | International | International | International | International | International | International |
| Wettbewerb                                 | 2016–17       | 17–18         | 18–19         | 19–20         | 20–21         | 21–22         | 22–23         | 23–24         |
| ------------------------------------------ | ------------- | ------------- | ------------- | ------------- | ------------- | ------------- | ------------- | ------------- |
| Weltmeisterschaften                        |               |               |               |               |               | Z             | 15.           |               |
| Europameisterschaften                      |               |               |               |               |               |               | 9.            | 11.           |
| GP France                                  |               |               |               |               | A             | 10.           |               |               |
| GP Skate America                           |               |               |               |               |               |               | 9.            |               |
| GP Skate Canada                            |               |               |               |               |               |               |               | 8.            |
| GP Finnland                                |               |               |               |               |               |               |               | 9.            |
| CS Alpen Trophy                            |               |               | 8.            |               |               |               |               |               |
| CS Asian Open                              |               |               |               | 4.            |               |               |               |               |
| CS Cup of Austria                          |               |               |               |               |               | 7.            |               |               |
| CS Cup of Tyrol                            |               |               |               |               | A             |               |               |               |
| CS Denis Ten Memorial                      |               |               |               |               |               |               | 2.            |               |
| CS Finlandia Trophy                        |               | 13.           |               |               |               | 10.           |               |               |
| CS Golden Spin                             | 10.           |               |               | 5.            |               |               | 6.            |               |
| CS Ice Star                                |               | 10.           |               |               |               |               |               |               |
| CS Lombardia Trophy                        |               |               |               |               |               | 7.            |               |               |
| CS Budapest Trophy                         |               |               |               |               |               |               |               | 4.            |
| CS Nebelhorn Trophy                        |               |               | 6.            | 8.            | Z             |               | Z             | 7.            |
| CS Tallinn Trophy                          |               | 6.            | 6.            |               |               |               |               |               |
| CS Warsaw Cup                              |               |               |               |               | A             |               | 2.            |               |
| Bavarian Open                              | 10.           | 4.            | 2.            |               |               | 1.            | 1.            | 1.            |
| Egna Trophy                                |               |               |               | 6.            | 2.            | 1.            |               |               |
| Halloween Cup                              |               |               | 5.            |               |               |               |               |               |
| Ice Challenge                              |               | 4.            |               |               |               |               |               |               |
| Ice Star                                   | 6.            |               |               |               |               |               |               |               |
| Lake Placid IDI                            |               |               |               |               |               | 8.            |               |               |
| Open d’Andorra                             |               |               |               | 5.            |               |               |               |               |
| Open Ice Mall                              |               |               | 6.            |               |               |               |               |               |
| Santa Claus Cup                            |               | 7.            |               |               | 1.            |               |               |               |
| Universiade                                | 9.            |               |               |               |               |               |               |               |
| National                                   |               |               |               |               |               |               |               |               |
| Deutsche Meisterschaften                   | 4.            | 4.            | 3.            | 2.            | Z             | 1.            | 1.            | 1.            |
| Z = zurückgezogen; A = Wettbewerb abgesagt |               |               |               |               |               |               |               |               |

mit Sevan Lerche
| International            | International | International |
| Wettbewerb               | 2014–15       | 15–16         |
| ------------------------ | ------------- | ------------- |
| Europameisterschaften    | 21.           |               |
| CS Finlandia             |               | 11.           |
| CS Nebelhorn Trophy      |               | 9.            |
| CS Ice Challenge         | 7.            |               |
| Bavarian Open            | 6.            |               |
| NRW Trophy               | 6.            |               |
| Toruń Cup                | 6.            |               |
| Winter Universiade       | 8.            |               |
| National                 |               |               |
| Deutsche Meisterschaften | 2.            |               |

### Damen Einzel
| International            | International | International | International | International | International | International |
| Wettbewerb               | 08–09         | 09–10         | 10–11         | 11–12         | 12–13         | 13–14         |
| ------------------------ | ------------- | ------------- | ------------- | ------------- | ------------- | ------------- |
| Bavarian Open            |               |               |               | 9.            | 25.           | 10.           |
| Challenge Cup            |               |               |               | 18.           | 11.           |               |
| Golden Spin              |               |               |               |               | 14.           |               |
| NRW Trophy               |               |               |               |               |               | 12.           |
| Ondrej Nepela            |               |               |               |               |               | 18.           |
| Warsaw Cup               |               |               |               |               |               | 10.           |
| International: Junioren  |               |               |               |               |               |               |
| Ice Challenge            |               | 14.           |               |               |               |               |
| NRW Trophy               | 15.           |               |               |               |               |               |
| Budapest Trophy          |               |               |               |               |               | 4.            |
| Triglav Trophy           |               | 10.           |               |               |               |               |
| National                 |               |               |               |               |               |               |
| Deutsche Meisterschaften | 9. J          | 3. J          | 18.           | 10.           | 4.            | 6.            |
| J = Junioren             |               |               |               |               |               |               |